# Iskrzynia
Iskrzynia is een plaats in het Poolse district  Krośnieński (Subkarpaten), woiwodschap Subkarpaten. De plaats maakt deel uit van de gemeente Korczyna en telt 1200 inwoners.